# 421 f.Kr.

## Händelser

### Efter plats

#### Grekland
- Nikias, ledaren för det aristokratiska och fredliga partiet i Aten, och Pleistoanax, kung av Sparta, förhandlar fram Nikiasfreden mellan de båda städerna, vilket ger ett tillfälligt slut på det Peloponnesiska kriget. Kärnan i Nikias fred är en återgång till situationen före kriget: de flesta erövringarna gjorda under kriget skall återlämnas. Sjutton representanter från vardera sidan svär en ed att upprätthålla fördraget, som skall vara i minst trettio år eller en generation (vilket innebär, att de inte är ansvariga för nästa generations beslut). Alla Spartas allierade går med på att underteckna fredsavtalet, utom boeotierna, Korinth, Elis och Megara.
- Alkibiades utformar en antispartansk allians mellan Aten och demokratierna i Argos, Mantineia och Elis.

#### Italien
- Staden Cumae, den nordligaste av de grekiska kolonierna i Italien faller i samniternas händer.

### Efter ämne

#### Konst
- Jungfrurnas entré (Karyatidiska entrén) börjar uppföras vid Erechtheion på Akropolis i Aten.

## Avlidna
- Kratinos, grekisk komediförfattare (omkring detta år) (född 520 f.Kr.)